# Oxypterna
Oxypterna is een geslacht van rechtvleugeligen uit de familie veldsprinkhanen (Acrididae). De wetenschappelijke naam van dit geslacht is voor het eerst geldig gepubliceerd in 1952 door Ramme.

## Soorten
Het geslacht Oxypterna omvat de volgende soorten:
- Oxypterna afghana Ramme, 1952
- Oxypterna akbari Moeed, 1971
- Oxypterna isoformis Moeed, 1971
- Oxypterna scapularis Moeed, 1971